# Stenowithius
Genre
Stenowithius est un genre de pseudoscorpions de la famille des Withiidae.

## Distribution
Les espèces de ce genre se rencontrent en Afrique subsaharienne.

## Liste des espèces
Selon Pseudoscorpions of the World (version 3.0) :
- Stenowithius angulatus (Ellingsen, 1906)
- Stenowithius bayoni (Ellingsen, 1910)
- Stenowithius buettneri (Ellingsen, 1910)
- Stenowithius duffeyi Beier, 1961
- Stenowithius parvulus Beier, 1954
- Stenowithius persimilis Beier, 1932
- Stenowithius phagophilus Beier, 1953
- Stenowithius torpidus Beier, 1958

## Publication originale
- Beier, 1932 : Zur Kenntnis der Cheliferidae (Pseudoscorpionidea). Zoologischer Anzeiger, vol. 100, p. 53-67.